# Карликовые растения

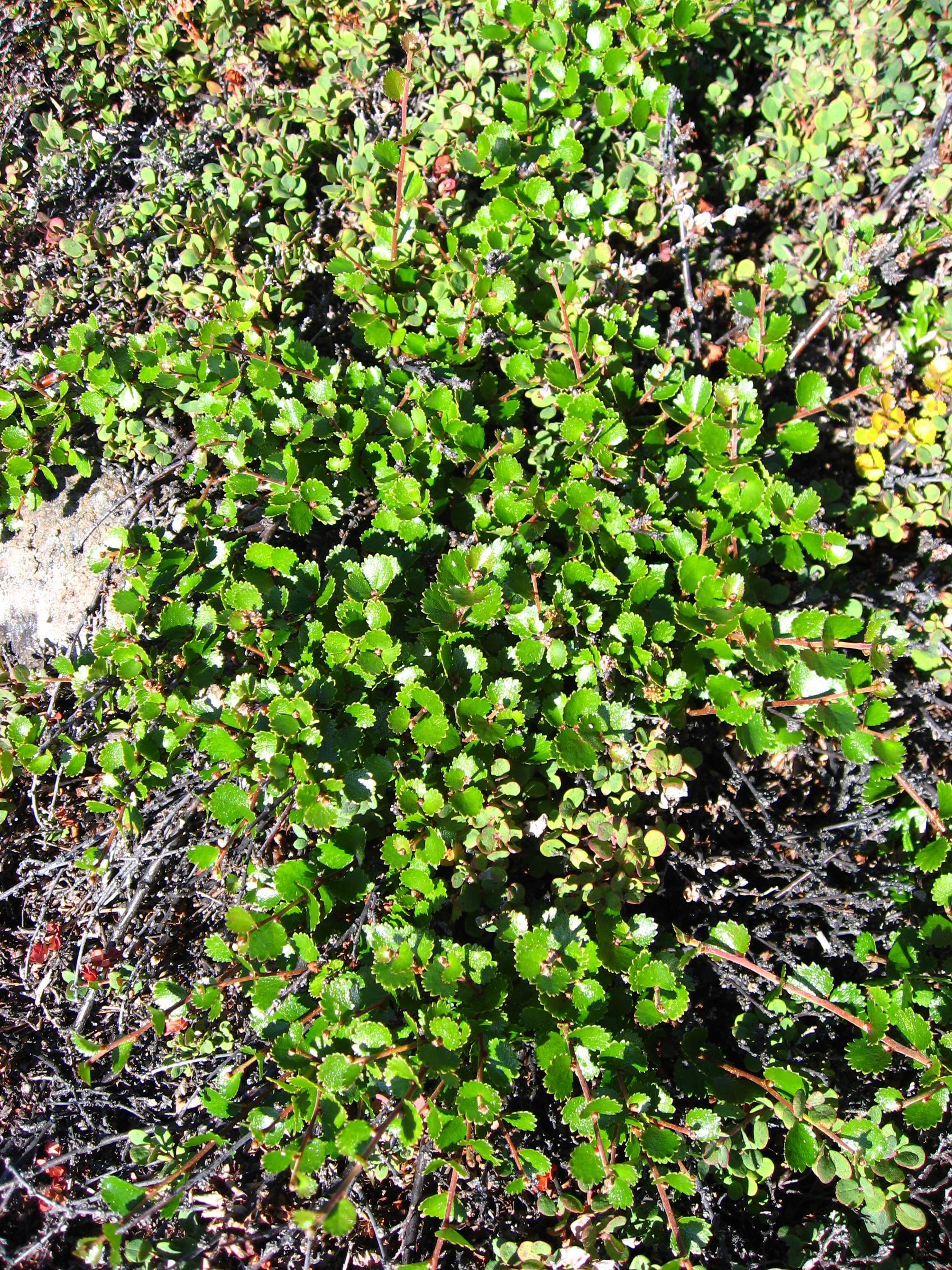
Карликовая берёза (взрослое растение)

Ка́рликовые расте́ния — растения низкого роста, по естественным или искусственным причинам имеющие отклонение от развития, нормального для данного вида или рода.

## Причины карликовости

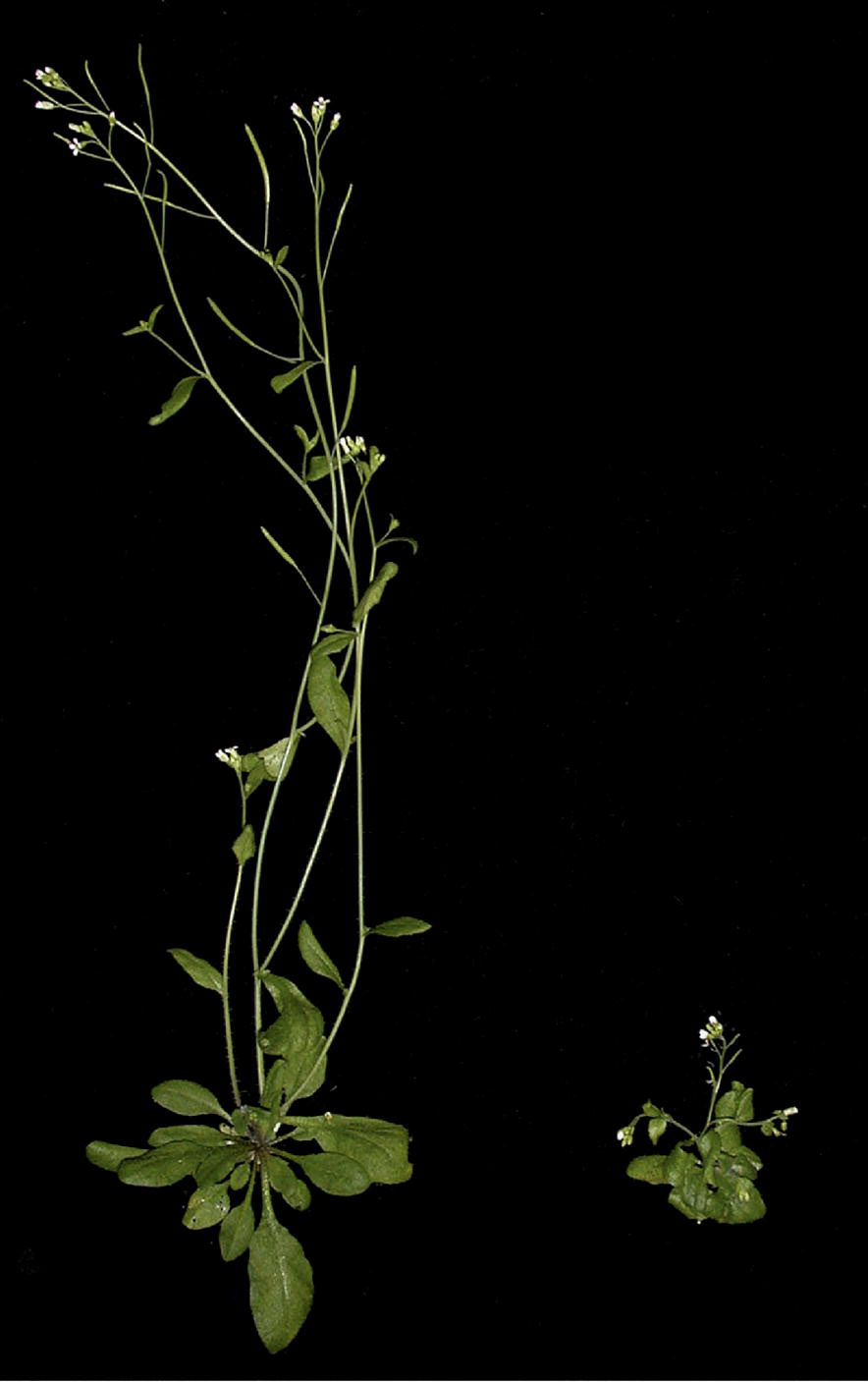
Отсутствие фактора роста ауксина может вызвать карликовость

Карликовость (нанизм) чрезвычайно распространена в растительном царстве и может быть обусловлена целым рядом причин, вообще говоря, делающих условия существования менее благоприятными. Неблагоприятные природные условия: недостаток или избыток влажности, недостаток тех или иных минеральных веществ, недостаток света, слишком низкая или слишком высокая температура, инфекции — все эти причины могут обусловить карликовый рост растения. При этом большая часть карликовости у растений происходит не прямо от экологического ущерба, а благодаря выделению фитогормонов в ответ на раздражитель и стресс. Фитогормоны действуют на различные ткани растения как сигнал, вызывающий один или несколько ответов: группа фитогормонов, отвечающих за карликовость у растений в связи с травмой, называется жасмонаты. Такие ответы включают (но тем не ограничивается): сокращение частоты клеточных делений и уменьшение длины клеток. Если ухудшение условий существования переходит известную границу, карликовость осложняется явлениями дегенерации (вырождения). В некоторых случаях карликовость является наследственно передающимся признаком, причём получаются карликовые разновидности или даже отклонения, имеющие характер новых видов. Такие карликовые формы составляют уже прямой переход к тем крошечным видам, которые, как Draba verna, поражают ничтожностью своих размеров. Для отличия этих «нормальных» карликов от карликов, являющихся отклонением от типа, для первых было предложено название пигмеев (пигмеизм).

## Примеры в природе
Карликовые растения (например, берёзы, ивы, ели, сосны) часто встречаются на бедных почвах в Арктике, высокогорьях.

## Искусственные методы

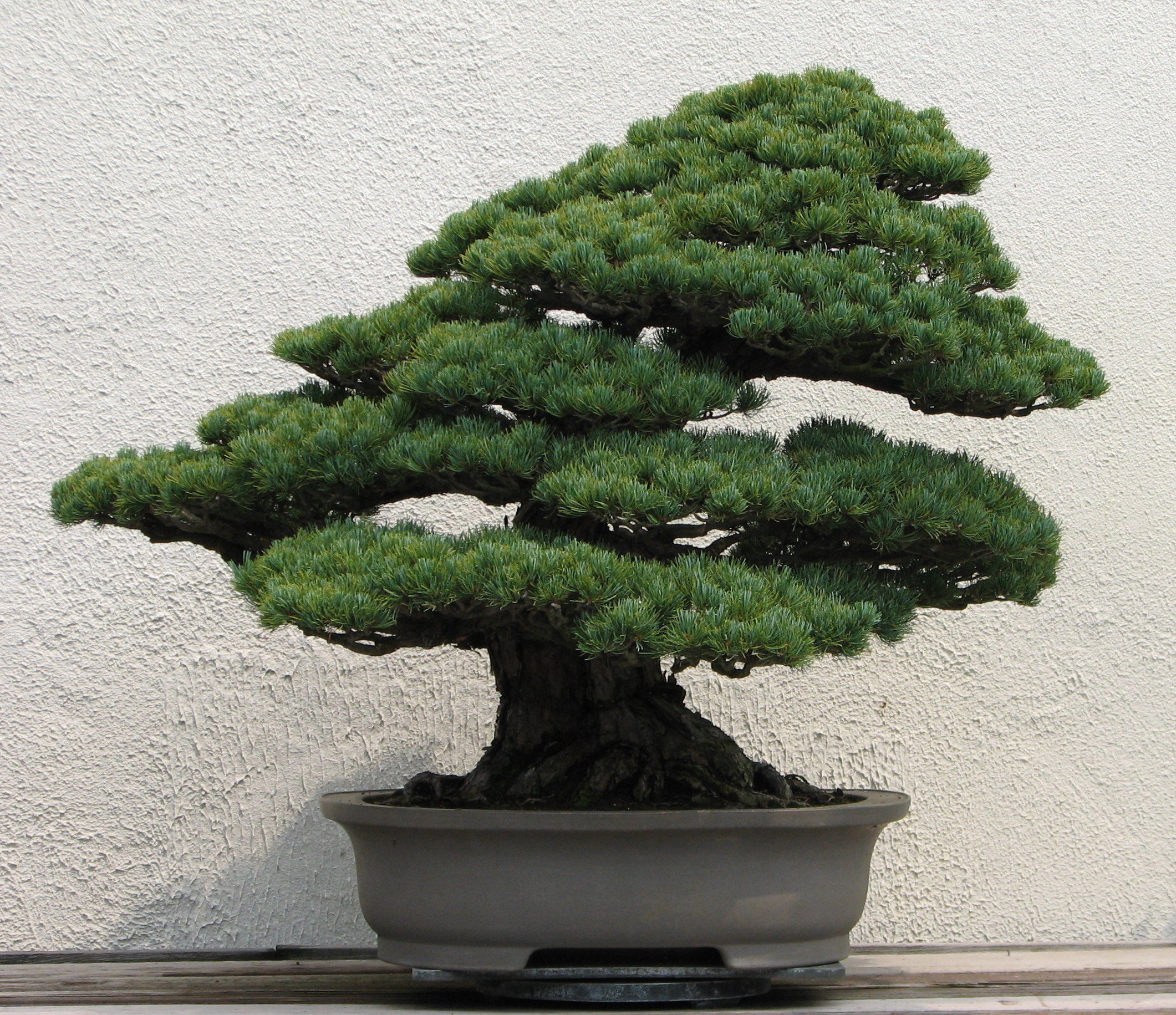
Pinus parviflora, выращенная в виде бонсай

Карликовые растения получают и искусственным путём, в декоративных целях (дуб, гинкго, клён и т. д.) и в карликовом плодоводстве (вишня, слива и др.), высаживая сеянцы в ёмкостях (корзинах) с утрамбованной почвой и производя прививки на низкорослых подвоях со слаборазвитой корневой системой. Такие растения и в столетнем возрасте с трудом достигают метровой высоты. Применяются и синтетические вещества, подавляющие рост побегов и стеблей, — ретарданты. В современном садоводстве карликовость считается желательной характеристикой и также может быть достигнута путём селекции и генной инженерии. Декоративные горшечные сеянцы подвергаются прищипыванию, недостаточному поливу и обеднению почвы.
Выращивание карликовых растений — бонсай — широко распространено в Японии, где является частью местных культурных традиций.